# Караваєво (Богородський міський округ)
Карава́єво (рос. Караваево) — присілок у складі Богородського міського округу Московської області, Росія.
2004 року до складу присілка увійшло селище Караваєвської Фабрики (910 осіб станом на 2002 рік).

## Населення
Населення — 883 особи (2010; 946 у 2002).
Національний склад (станом на 2002 рік) присілка Караваєво:
- росіяни — 100 %

Національний склад (станом на 2002 рік) селище Караваєвської Фабрики:
- росіяни — 96 %